# Staf de Clerq
Jérôme Gustave Théophile (Staf) De Clercq (ur. 16 września 1884 w Everbeek, zm. 22 października 1942 w Gandawie) – flamandzki polityk, przywódca nacjonalistycznego Flamandzkiego Związku Narodowego (VNV).
Podczas I wojny światowej służył w armii belgijskiej. Po jej zakończeniu w listopadzie 1918 r., zaangażował się w działalność w separatystycznym ruchu flamandzkim. Jednocześnie pełnił zawód nauczyciela. 8 października 1933 r. założył Flamandzki Związek Narodowy, który reprezentował narodowe interesy Flamandów wobec władz Belgii. Nadał sobie tytuł den Leider na wzór Adolfa Hitlera. Jego przywództwo doprowadziło do zwiększenia się poparcia społecznego dla VNV, czego dowodem były wyniki kolejnych wyborów parlamentarnych. W 1936 r. VNV uzyskał 13,6% głosów we Flandrii, a w 1939 r. – 14,7%. Po najeździe Niemiec na Belgię 10 maja 1940 r., podjął politykę kolaboracji z okupantami (do tego czasu prezentował poglądy antyniemieckie). Początkowo wierzył, że z pomocą Niemców uda się stworzyć tzw. Wielkie Niderlandy, składające się z Flandrii, Holandii i pewnych części północnej Francji. Później zaakceptował jednak ideę włączenia Flandrii do germańskiej Wielkiej Rzeszy. Reprezentował też poglądy antysemickie. VNV pod jego przywództwem wspierała Niemców w wyszukiwaniu i przekazywaniu im Żydów w celu deportacji do obozów koncentracyjnych. 22 października 1942 r. zmarł nieoczekiwanie (atak serca) w Gandawie, a jego następcą jako przywódca VNV został Hendrik Elias.
Staf de Clerq jest bohaterem narodowym dla skrajnej prawicy w obecnej Belgii, czego dowodem było przeniesienie trumny z jego ciałem przez członków neonazistowskiego ugrupowania Vlaamse Militanten Orde na cmentarz w Asse.